# Калифорнийская идеология
«Калифорнийская идеология» (англ. The Californian Ideology) — это эссе 1995 года английских теоретиков медиа Ричарда Барбрука и Энди Камерона из Вестминстерского университета. Барбрук описывает его как «критику неолиберализма доткомов». В своем эссе Барбрук и Кэмерон утверждают, что рост сетевых технологий в Кремниевой долине в 1990-х годах был связан с американским неолиберализмом и парадоксальной гибридизацией убеждений политических левых и правых в форме обнадеживающего технологического детерминизма.
Оригинальное эссе было опубликовано в журнале Mute в 1995 году, а позже появилось в списке интернет-рассылки Nettime для обсуждения. Окончательный вариант был опубликован в журнале «Наука как культура» в 1996 году. С тех пор критика была пересмотрена в нескольких различных вариантах и на разных языках.
Эндрю Леонард из Salon назвал работу Барбрука и Кэмерона «одной из самых глубоких критических работ неоконсервативного цифрового хипстеризма, опубликованных до сих пор» .

## Критика
Эта новая вера возникла из причудливого слияния культурной богемы Сан-Франциско с высокотехнологичной индустрией Кремниевой долины...Калифорнийская идеология неразборчиво сочетает в себе свободный дух хиппи и предпринимательское рвение яппи.
В 1990-е годы представители предпринимательского класса в индустрии информационных технологий Кремниевой долины активно пропагандировали идеологию, сочетавшую идеи Маршалла Маклюэна с элементами радикального индивидуализма, либертарианства и неолиберальной экономики, используя для распространения своих идей такие издания, как журнал Wired. Эта идеология смешивала Новые левые и Новые правые убеждения, основанные на их общем интересе к антиэтаизму, контркультуре 1960-х годов и техноутопизму.
Сторонники идеи полагали, что в постиндустриальной, посткапиталистической, основанной на знаниях экономике эксплуатация информации и знаний будет стимулировать рост и создание богатства, одновременно уменьшая старые властные структуры государства в пользу связанных индивидов в виртуальных сообществах.
Критики утверждают, что Калифорнийская идеология укрепила власть корпораций над индивидами и усилила социальное расслоение, и остается отчетливо Американо-центристской. Барбрук утверждает, что члены диджерати, которые придерживаются калифорнийской идеологии, принимают форму реакционного модернизма. Согласно Барбруку, «американский неолиберализм, кажется, успешно достиг противоречивых целей реакционного модернизма: экономического прогресса и социальной неподвижности. Поскольку долгосрочная цель освобождения всех людей никогда не будет достигнута, краткосрочное правление диджерати может длиться вечно».

## Влияние
Согласно Фреду Тернеру, социолог Томас Стритер из Университета Вермонта отмечает, что калифорнийская идеология возникла как часть модели романтического индивидуализма со Стюартом Брэндом в качестве ключевого влияния. Адам Кертис связывает истоки калифорнийской идеологии с философией объективизма Айн Рэнд.

## Восприятие
Хотя в целом Дэвид Хадсон из Rewired и согласен с центральным тезисом Барбрука и Кэмерона, но он не согласен с их представлением позиции журнала Wired как представителя всех точек зрения в отрасли. «Барбрук говорит между строк, что люди, держащие в своих руках бразды правления во всем проводном мире…руководствуются совершенно искаженной философской конструкцией». Хадсон утверждает, что существует не одна, а множество различных идеологий.
Эндрю Леонард из Salon называет эссе «ясной суровой критикой правого либертарианского доминирования диджерати в интернете» и «одной из самых проницательных критик неоконсервативного цифрового хипстеризма, когда-либо опубликованного». Леонард также отмечает «язвительный» ответ Луиса Россетто, бывшего редактора и издателя журнала Wired. Опровержение Россетто, также опубликованное в Mute, критиковало его как показателя «глубокого невежества в экономике».
Гэри Камия, также из Salon, признал обоснованность основных положений эссе, но, как и Россетто, Камия атаковал «смехотворное академическое-марксистское утверждение Барбрука и Камерона о том, что высокотехнологичное либертарианство каким-то образом представляет собой рецидив расизма».
Историк архитектуры Казис Варнелис из Колумбийского университета обнаружил, что, несмотря на приватизацию, пропагандируемую Калифорнийской идеологией, экономический рост Кремниевой долины и Калифорнии «стал возможен только благодаря эксплуатации бедных иммигрантов и финансированию обороны…государственные субсидии корпорациям и эксплуатация неимущих неграждан: модель для будущих администраций».
В документальном фильме 2011 года «За всем следят машины благодати и любви» Кертис приходит к выводу, что Калифорнийская идеология не оправдала своих ожиданий:
Первоначальное обещание Калифорнийской идеологии состояло в том, что компьютеры освободят нас от всех старых форм политического контроля, и мы станем героями Рэнд, контролирующими нашу собственную судьбу. Вместо этого сегодня мы чувствуем противоположное—что мы беспомощные компоненты в глобальной системе - системе, управляемой жесткой логикой, которую мы бессильны оспорить или изменить.